# 脱欢 (唐兀氏)
脱欢（?—?），中国元朝官员，党项族，元朝称唐兀氏，其父朵罗台。
初值宿卫，历任御史台译史，拜监察御史，转任四川行省左右司员外郎、四川廉访司佥事、枢密院都事，升任断事官。任内，上书请停止修建寺庙，减省供佛饭僧的用度；建议回回富商大贾一起服役，公平负担，禁止回回色目人买卖珍贵的宝物，以虚国用。他的言辞恳切，被当时的人所称道。

## 传記資料
- 《元史》卷134